# 比利·葛蘭姆
比利·葛蘭姆（英語：Billy Graham，1943年6月7日—2023年5月17日），本名埃爾德里奇·韋恩·科爾曼（英語：Eldridge Wayne Coleman），是美國退休的職業摔角選手。比利·葛蘭姆是一個指標性的選手，他最知名的時期是於1977年至1978年的世界廣泛摔角聯盟，而他也因此贏得巨星的稱號。做為一個屢獲殊榮的健美員，比利·葛蘭姆是曾任加利福尼亞州州長的電影明星阿諾·史瓦辛格的訓練夥伴（阿諾·史瓦辛格也是比利·葛蘭姆女兒的乾爹）。比利·葛蘭姆對於職業摔角革命性的改變，無論是受訪、體能及他具高度魅力的摔角比賽，都使摔角迷對他的懷念。而受比利·葛蘭姆影響的選手，更包含了霍克·霍肯、傑西·溫圖拉及瑞克·福萊爾。

## 冠軍及成就

### 職業摔角畫報
- PWI年度最厭惡摔角手（1973年）
- PWI年度最佳賽事（1977年；於4月30日對上布魯諾·山瑪提諾）
- PWI年度最佳賽事（1978年；於2月20日對上巴布·貝克倫）
- PWI Years（個人）-第277名（2003年）

### 職業摔角名人堂
- 職業摔角名人堂（英语：Professional Wrestling Hall of Fame and Museum）（2009年）[4]

### 世界廣泛摔角聯盟 / 世界摔角娛樂
- 世界摔角娛樂名人堂（2004年）[5]
- WWWF冠軍（一次）[6]
- 衝擊大賞霍克·霍肯真正美國人獎

### 摔角觀察通訊
- 最佳職業摔角書籍（2006年）
- 摔角觀察通訊獎（英语：Wrestling Observer Newsletter awards）名人堂（1999年）